# محمدآباد (راین)
محمدآباد، راین روستایی در بخش راین، شهرستان کرمان در استان کرمان ایران است.

## جمعیت
این آبادی در دهستان راین قرار دارد. جمعیت این روستا در سال ۱۳۸۵، ۸ نفر بوده‌است و براساس سرشماری مرکز آمار ایران در سال ۱۳۹۵، خالی از سکنه دائم بوده‌است.